# Stunder, vågor
Stunder, vågor är en bok av Eyvind Johnson utgiven 1965.
Boken är en samlingsvolym med författarens dagböcker. Den består av skildringar av författarens resor i Norrbotten, Italien och Frankrike ur de tidigare tryckta böckerna Dagbok från Schweiz (1949),  Vinterresa i Norrbotten (1954) och Vägar över Metaponto (1959), samt tidigare outgivna dagboksanteckningar från bland annat England.

## Källa
Eyvind Johnson Stunder, vågor, Bonniers 1965